# Hemidactylus jumailiae
Hemidactylus jumailiae es una especie de gecos de la familia Gekkonidae.

## Distribución geográfica yhábitat
Es endémica de montanos del sudoeste del Yemen.